# Temporada 1948-1949 del FC Barcelona
Les dades més destacades de la temporada 1948-1949 del Futbol Club Barcelona són les següents:

## Plantilla
Fonts:
|     |                          |      | Total | Total | Campionat de Lliga | Campionat de Lliga | Copa del Generalíssim | Copa del Generalíssim | Copa Llatina | Copa Llatina | Copa Eva Duarte | Copa Eva Duarte |
| P   | Jugador                  | País | PT    | Gols  | PT                 | Gols               | PT                    | Gols                  | PT           | Gols         | PT              | Gols            |
| --- | ------------------------ | ---- | ----- | ----- | ------------------ | ------------------ | --------------------- | --------------------- | ------------ | ------------ | --------------- | --------------- |
| POR | Juan Zambudio Velasco    |      | 33    | -43   | 25                 | -35                | 5                     | -7                    | 2            | -1           | 1               |                 |
| POR | Antoni Ramallets         |      | 2     | -2    | 1                  | -1                 | 1                     | -1                    |              |              |                 |                 |
| POR | Quique                   |      | 0     |       |                    |                    |                       |                       |              |              |                 |                 |
| DEF | Josep Puig "Curta"       |      | 33    |       | 26                 |                    | 5                     |                       | 2            |              |                 |                 |
| DEF | Ricardo Rodríguez "Calo" |      | 18    |       | 12                 |                    | 5                     |                       | 1            |              |                 |                 |
| DEF | Jaume Elias              |      | 14    |       | 13                 |                    |                       |                       |              |              | 1               |                 |
| DEF | Alfons Navarro           |      | 12    | 1     | 9                  | 1                  | 1                     |                       | 1            |              | 1               |                 |
| DEF | Miquel Torra             |      | 4     |       | 1                  |                    | 1                     |                       | 1            |              | 1               |                 |
| DEF | Gabriel Isal             |      | 1     |       |                    |                    | 1                     |                       |              |              |                 |                 |
| MIG | Marià Gonzalvo           |      | 30    | 2     | 23                 | 2                  | 5                     |                       | 2            |              |                 |                 |
| MIG | Francesc Calvet          |      | 29    |       | 21                 |                    | 5                     |                       | 2            |              | 1               |                 |
| MIG | Josep Gonzalvo           |      | 28    | 1     | 21                 | 1                  | 4                     |                       | 2            |              | 1               |                 |
| MIG | Salvador Sagrera         |      | 10    | 2     | 9                  | 2                  | 1                     |                       |              |              |                 |                 |
| MIG | Manuel Cerveró           |      | 3     |       | 2                  |                    | 1                     |                       |              |              |                 |                 |
| MIG | Francesc Virgós          |      | 2     |       | 1                  |                    | 1                     |                       |              |              |                 |                 |
| MIG | Joan Sans                |      | 0     |       |                    |                    |                       |                       |              |              |                 |                 |
| DAV | Estanislau Basora        |      | 33    | 17    | 25                 | 9                  | 5                     | 7                     | 2            | 1            | 1               |                 |
| DAV | Josep Seguer             |      | 33    | 12    | 25                 | 6                  | 5                     | 3                     | 2            | 2            | 1               | 1               |
| DAV | César Rodríguez          |      | 31    | 32    | 24                 | 28                 | 4                     | 2                     | 2            | 2            | 1               |                 |
| DAV | Mateo Nicolau            |      | 25    | 11    | 18                 | 7                  | 5                     | 3                     | 1            | 1            | 1               |                 |
| DAV | Marcos Aurelio           |      | 11    | 3     | 7                  |                    | 4                     | 3                     |              |              |                 |                 |
| DAV | Josep Canal              |      | 11    | 11    | 5                  | 6                  | 3                     | 4                     | 2            | 1            | 1               |                 |
| DAV | Florencio Caffaratti     |      | 9     | 1     | 9                  | 1                  |                       |                       |              |              |                 |                 |
| DAV | Antoni Noguera           |      | 7     | 2     | 6                  | 2                  | 1                     |                       |              |              |                 |                 |
| DAV | Josep Serratusell        |      | 3     | 1     | 2                  |                    | 1                     | 1                     |              |              |                 |                 |
| DAV | Manuel Badenes           |      | 2     |       | 1                  |                    | 1                     |                       |              |              |                 |                 |
| DAV | José Valle               |      | 1     |       |                    |                    | 1                     |                       |              |              |                 |                 |
| DAV | Josep Escolà             |      | 0     |       |                    |                    | 1                     |                       |              |              |                 |                 |
| DAV | Pedro Rocamora "Periche" |      | 0     |       |                    |                    |                       |                       |              |              |                 |                 |
| DAV | Francisco Cánovas        |      | 0     |       |                    |                    |                       |                       |              |              |                 |                 |

## Classificació
| Competició            | Pos. | P  | PG | PE | PP | GF | GC | Campió       |
| --------------------- | ---- | -- | -- | -- | -- | -- | -- | ------------ |
| Campionat de Lliga    | 1r   | 26 | 16 | 5  | 5  | 66 | 36 | CF Barcelona |
| Copa del Generalíssim | SF   | 6  | 4  | 1  | 1  | 23 | 8  | València CF  |
| Copa Llatina          | C    | 2  | 2  | 0  | 0  | 7  | 1  | CF Barcelona |
| Copa Eva Perón        | C    | 1  | 1  | 0  | 0  | 1  | 0  | CF Barcelona |

## Resultats
NOTA 1: En ésta temporada, el Barça, aparte del equipo RESERVA, (y ya denominado: PROFESIONAL B), que sí que cuenta en el cómputo general histórico, al ser considerado ya, como profesional igual, y sus jugadores participar directamente, tanto con en el primer equipo, como con el del reserva, disponía también de otros 3 equipos de categoria más inferior, denominados: de Aficionados, (A, B y C), o llamados Amateurs, (en que éstos ya no contaran para el cómputo general histórico).
1 - El equipo: A - Que disputó, el Campeonato Nacional de Catalunya de Aficionados, (entre Septiembre: 1948 y Febrero de: 1949), quedando ya campeón al vencer en la final al Espanyol por: 4 - 0, y que después, jugó el Campeonato Nacional de España de Aficionados, (entre: Marzo y Junio de: 1949), quedando ya campeón, al vencer en la final, al Indauchu por: 3 - 2. Aparte, jugó algun que otro partido amistoso más.
2 - El equipo: B - Que sólo disputó: 2 Torneos de Competición en Catalunya, primero fue el del: TORNEO DE OTOÑO, (entre Octubre y Diciembre de: 1948), y después, el del: TORNEO DE PRIMAVERA, (entre Marzo y Mayo de: 1949), ignorando todos sus resultados, la clasificación final obtenida, y así mismo, también, la del título en disputa. Jugó también, algunos partidos amistosos.
3 - El equipo: C - Que sólo disputó, partidos de carácter amistoso y de relleno. (No se ha encontrado referencia escrita, de su posible participación en alguna competición importante). En general, todos los jugadores de los 3 equipos Aficionados o Amateurs, fueron alternados indistintamente por sus respectivos técnicos, con preferéncia de los mejores, y sólo para el equipo denominado: A, como un paso prévio para pasar después por méritos futbolísticos al equipo Profesional del Barça.
NOTA 2: En ésta temporada el equipo: RESERVA (o PROFESIONAL - B) del Barça jugó el: TORNEO DE RESERVAS que fue un CAMPEONATO DE LIGA organizado por la FEDERACIÓN CATALANA con sólo 10 Equipos: GIRONA, SABADELL, ST.ANDREU, ST.MARTÍ, LLEIDA, ESPANYOL, TERRASSA, BADALONA, JÚPITER I BARÇA y con 18 jornadas disputadas. Lamentablemente, y a falta de más información, al final de la primera vuelta y después de jugar los 9 primeros partidos, sólo se conoce, el resultado de su partido de la jornada nº. 7, contra el: TERRASSA, que fue de: 1 - 1, y su situación en la clasificación que era de: 6 Partidos Ganados, 2 de Empatados, 1 de Perdido, 38 Goles a Favor, 18 en Contra, 14 Puntos y era 2º, a un 1 punto del líder que era el ESPANYOL. Se ignoran por lo tanto, los resultados de los 8 partidos restantes de ésta primera vuelta, (Aun sabiendo ya su clasificación). De los 9 partidos de toda la Segunda vuelta, se sabe, que se suspendió el partido de la jornada nº. 10, (contra el GIRONA), se supone que definitivamente, y tampoco se conocen los resultados de las jornadas nº. 11 y 12 (contra el: SABADELL y contra el: SANT ANDREU), y sí, se conocen ya, los resultados, de todo el resto de las jorandas hasta la nº. 18 y última. Tampoco se sabe de cierto, si al final, pudo llegar a ganar el título, aun cuando ganó su partido directo de la segunda vuelta, al ESPANYOL, ya que con el partido suspendido, contra el: GIRONA, impiden hacer una clasificación concreta y correcta. De cara a las estadísticas finales, y a falta de más datos, se aprovecharan los datos de la clasificación provisional, juntándolos con los que ya se conocen, para el cuadro de los totales. Y para la estadística de los partidos, se hará mención de ellos, sin poner el resultado, en espera de nuevos datos que permitan completarlo.
| AMISTOSOS                                                                                         |
| ------------------------------------------------------------------------------------------------- |
| 05-09-48 SABADELL - BARCELONA 2-4                                                                 |
| 07-09-48 SANTS - BARCELONA 0-3                                                                    |
| 08-09-48 BARCELONA -SPORTING LISBOA 4-1                                                           |
| 08-09-48 OLOT - BARCELONA 2-7                                                                     |
| 27-09-48 CERVERA - BARCELONA 0-6                                                                  |
| 03-10-48 Campeonato Torneo de Reservas BARCELONA (Reserva) - GIRONA 7-3                           |
| 12-10-48 Campeonato Torneo de Reservas SABADELL - BARCELONA (Reserva) 3-7                         |
| 17-10-48 Campeonato Torneo de Reservas ST. ANDREU - BARCELONA (Reserva) 1-4                       |
| 24-10-48 Campeonato Torneo de Reservas BARCELONA (Reserva) - ST. MARTÍN 4-2                       |
| 28-10-48 MATARÓ - BARCELONA 0-6                                                                   |
| 01-11-48 Campeonato Torneo de Reservas LLEIDA - BARCELONA (Reserva) 1-3                           |
| 07-11-48 Campeonato Torneo de Reservas BARCELONA (Reserva) - ESPANYOL 0-2                         |
| 11-11-48 LLEIDA - BARCELONA 0-4                                                                   |
| 14-11-48 Campeonato Torneo de Reservas TERRASSA - BARCELONA (Reserva) 1-1                         |
| 21-11-48 Campeonato Torneo de Reservas BARCELONA (Reserva) - BADALONA 5-5                         |
| 28-11-48 Campeonato Torneo de Reservas JÚPITER - BARCELONA (Reserva) 0-5                          |
| 05-12-48 Campeonato Torneo de Reservas GIRONA - BARCELONA (Reserva) ajornat es jugara el 06-01-49 |
| 08-12-48 BARCELONA - GRANADA 2-1                                                                  |
| 12-12-48 Campeonato Torneo de Reservas BARCELONA (Reserva) - SABADELL 10-2                        |
| 19-12-48 Campeonato Torneo de Reservas BARCELONA (Reserva) - ST. ANDREU 4-1                       |
| 25-12-48 Copa Martini & Rossi BARCELONA - AKADEMIK BOULD CLUB 1-1                                 |
| 26-12-48 Copa Martini & Rossi BARCELONA - AKADEMIK BOULD CLUB 2-1                                 |
| 01-01-49 COPA GOBERNADOR CIVIL BARCELONA - ESPANYOL 2-1                                           |
| 01-01-49 COPA GOBERNADOR CIVIL BARCELONA - SELECCIO TERCERA 5-0                                   |
| 06-01-49 Campeonato Torneo de Reservas BARCELONA (Reserva) - GIRONA 1-0                           |
| 09-01-49 Campeonato Torneo de Reservas ST. MARTÍ - BARCELONA (Reserva) 1-3                        |
| 16-01-49 Campeonato Torneo de Reservas BARCELONA (Reserva) - LLEIDA 6-4                           |
| 23-01-49 Campeonato Torneo de Reservas ESPANYOL - BARCELONA (Reserva) 1-2                         |
| 28-01-49 GRANOLLERS - BARCELONA 0-3                                                               |
| 30-01-49 Campeonato Torneo de Reservas BARCELONA (Reserva) - TERRASSA 2-0                         |
| 06-02-49 Campeonato Torneo de Reservas BADALONA - BARCELONA (Reserva) 2-6                         |
| 13-02-49 Campeonato Torneo de Reservas BARCELONA (Reserva) - JÚPITER 5-0                          |
| 13-03-49 BARCELONA - ELSBORG 4-2                                                                  |
| 20-03-49 BARCELONA - ELFSBORG 2-3                                                                 |
| 18-04-49 MANRESA - BARCELONA 2-4                                                                  |
| 24-04-49 TERRASSA - BARCELONA 1-4                                                                 |
| 08-05-49 PALAMÓS - BARCELONA 2-4                                                                  |
| 14-05-49 TÀRREGA - BARCELONA 1-5                                                                  |
| 16-05-49 MOLLERUSSA - BARCELONA 2-6                                                               |
| 22-05-49 FIGUERES - BARCELONA 1-3                                                                 |
| 26-05-49 BARCELONA - BURNLEY 0-1                                                                  |
| 28-05-49 BARCELONA - BURNLEY 1-0                                                                  |
| 06-06-49 TOULOUSE - BARCELONA 0-0                                                                 |
| 12-06-49 Copa Martini & Rossi BARCELONA - PORTO 3-1                                               |
| 12-06-49 BARCELONA - BARCELONA VETERANS 3-4                                                       |
| 19-06-49 LA POBLA SEGUR - BARCELONA 2-11                                                          |
| 26-06-49 Trofeu Ajuntament de Vinaros VINAROS - BARCELONA 1-6                                     |
| 26-06-49 Trofeu Ajuntament de Vinaros CASTELLO - BARCELONA 1-0                                    |
| 29-06-49 GUIXOLS - BARCELONA 3-6                                                                  |

| Campionat de Lliga |

| 12 setembre 1948 | CF Barcelona                       | 5 - 2 | Real Oviedo CF          | Barcelona                    |  |
| Jornada 1        | César 3' 23' 36' 87' · Sagrera 28' |       | Domingo 67' · Muñiz 82' | Camp de les Corts · Rivero · |  |

| 19 setembre 1948 | Reial Madrid CF | 1 - 2 | CF Barcelona               | Madrid                                   |  |
| Jornada 2        | Barinaga 60'    |       | Florencio 41' · Basora 48' | Estadi Nuevo Chamartín · Asensi Martín · |  |

| 26 setembre 1948 | CF Barcelona                                          | 5 - 1 | RC Deportivo de la Coruña | Barcelona                              |  |
| Jornada 3        | César 32' 54' · Noguera 58' · Seguer 80' · Basora 85' |       | Marquínez 19'             | Camp de les Corts · Álvarez corriols · |  |

| 3 octubre 1948 | Club Gimnástico de Tarragona | 2 - 2 | CF Barcelona            | Tarragona                                                      |  |
| Jornada 4      | Alsúa 59' 75'                |       | Noguera 33' · César 72' | Estadi de l'Avinguda Catalunya · Tamarit Falguera (València) · |  |

| 10 octubre 1948 | CF Barcelona                             | 4 - 0 | CE Alcoià | Barcelona                   |  |
| Jornada 5       | César 61' 85' · Sagrera 70' · Basora 89' |       |           | Camp de les Corts · Casal · |  |

| 17 octubre 1948 | CD Sabadell CF | 1 - 0 | CF Barcelona | Sabadell                                               |  |
| Jornada 6       | Toni 69'       |       |              | Estadi de la Creu Alta · Tamarit Falguera (València) · |  |

| 24 octubre 1948 | RC Celta de Vigo | 2 - 2 | CF Barcelona | Vigo                                       |  |
| Jornada 7       | Aretio 52' 59'   |       | César 1' 60' | Estadi de Balaídos · Celestino Rodríguez · |  |

| 31 octubre 1948 | CF Barcelona                        | 4 - 3 | València CF       | Barcelona                                |  |
| Jornada 8       | César 7' 28' 40' · Gonzalvo III 31' |       | Seguí 48' 49' 65' | Camp de les Corts · Fombonoa Fernández · |  |

| 7 novembre 1948 | Club Atlético de Madrid   | 2 - 0 | CF Barcelona | Madrid                                 |  |
| Jornada 9       | Juncosa 40' · Múijica 62' |       |              | Estadio Metropolitano · Aurre Larrea · |  |

| 14 novembre 1948 | CF Barcelona                                          | 5 - 2 | Club Atlético de Bilbao | Barcelona                                         |  |
| Jornada 10       | Basora 42' · Navarro 48' · Seguer 51' 77' · César 73' |       | Zarra 66' 74'           | Camp de les Corts · Tamarit Falguera (València) · |  |

| 21 novembre 1948 | Real Valladolid CD | 1 - 1 | CF Barcelona | Valladolid                                    |  |
| Jornada 11       | Rafa Yunta 16'     |       | César 89'    | Estadio Municipal de Zorrilla · Rivero Lecu · |  |

| 28 novembre 1948 | CF Barcelona            | 2 - 1 | Sevilla CF | Barcelona                      |  |
| Jornada 12       | César 49' · Nicolau 55' |       | Arza 11'   | Camp de les Corts · Gojenuri · |  |

| 5 desembre 1948 | RCD Espanyol          | 1 - 1 | CF Barcelona | Barcelona                               |  |
| Jornada 13      | Rosendo Hernández 61' |       | Basora 12'   | Estadi de Sarrià · Álvarez Santullano · |  |

| 12 desembre 1948 | Real Oviedo CF         | 2 - 0 | CF Barcelona | Oviedo                                  |  |
| Jornada 14       | Cabido 34' · Muñiz 83' |       |              | Estadio de Buenavista · Asensi Martín · |  |

| 9 gener 1949 | CF Barcelona               | 3 - 1 | Reial Madrid CF | Barcelona                         |  |
| Jornada 15   | César 28' 61' · Basora 56' |       | Pahiño 9'       | Camp de les Corts · Rivero Lecu · |  |

| 16 gener 1949 | RC Deportivo de la Coruña | 2 - 2 | CF Barcelona           | La Corunya                                   |  |
| Jornada 16    | Juanete 46' · Ponte 82'   |       | César 48' · Basora 80' | Estadi Municipal de Riazor · Álvarez Pérez · |  |

| 23 gener 1949 | CF Barcelona               | 3 - 1 | Club Gimnástico de Tarragona | Barcelona                                |  |
| Jornada 17    | Seguer 21' · César 42' 64' |       | Alsúa 44'                    | Camp de les Corts · Álvarez Santullano · |  |

| 30 gener 1949 | CE Alcoià | 1 - 2 | CF Barcelona        | Alcoi                           |  |
| Jornada 18    | Mundo 52' |       | Josep Canal 31' 84' | Estadi del Collao · Rodríguez · |  |

| 6 febrer 1949 | CF Barcelona                                                  | 4 - 1 | CD Sabadell CF | Barcelona                          |  |
| Jornada 19    | Gonzalvo II 47' · Gonzalvo III 49' · Nicolau 62' · Basora 66' |       | De la Vega 19' | Camp de les Corts · Aurre Larrea · |  |

| 13 febrer 1949 | CF Barcelona                        | 3 - 1 | RC Celta de Vigo | Barcelona                     |  |
| Jornada 20     | Canal 1' · Nicolau 32' · Seguer 45' |       | Atienza 21'      | Camp de les Corts · La Riva · |  |

| 20 febrer 1949 | València CF                        | 4 - 2 | CF Barcelona           | València                                 |  |
| Jornada 21     | Mundo 2' 56' · Epi 13' · Seguí 75' |       | César 33' · Basora 69' | Estadi de Mestalla · Caballero Camacho · |  |

| 27 febrer 1949 | CF Barcelona                    | 4 - 0 | Club Atlético de Madrid | Barcelona                                          |  |
| Jornada 22     | César 34' 69' · Nicolau 68' 82' |       |                         | Camp de les Corts · Bienzobas Ocáriz (Guipúscoa) · |  |

| 6 març 1949 | Club Atlético de Bilbao  | 2 - 0 | CF Barcelona | Bilbao                               |  |
| Jornada 23  | Zarra 13' · Venancio 45' |       |              | Estadi de San Mamés · Arque Martín · |  |

| 3 abril 1949 | CF Barcelona                                                   | 6 - 0 | Real Valladolid CD | Barcelona                      |  |
| Jornada 24   | Canal 8' 62' 67' · Busquet (pp) 11' · Nicolau 14' · Seguer 37' |       |                    | Camp de les Corts · Gojenuri · |  |

| 10 abril 1949 | Sevilla CF | 1 - 2 | CF Barcelona            | Sevilla                             |  |
| Jornada 25    | Oñoro 83'  |       | Nicolau 27' · César 77' | Estadio de Nervión · Aurre Larrea · |  |

| 17 abril 1949 | CF Barcelona  | 2 - 1 | RCD Espanyol | Barcelona                           |  |
| Jornada 26    | César 63' 70' |       | Calvo 27'    | Camp de les Corts · Asensi Martín · |  |

| Copa Eva Perón |

| 19 desembre 1948 | CF Barcelona | 1 - 0 | Sevilla CF | València             |  |
|                  | Seguer 45'   |       |            | Estadi de Mestalla · |  |

| Copa del Generalíssim |

| 24 abril 1949    | CF Barcelona                                       | 9 - 0 | Girona CF | Barcelona           |  |
| Vuitens de final | Nicolau · Seguer · Canal · Marcos Aurelio · Basora |       |           | Camp de les Corts · |  |

| 1 maig 1949             | Granada CF            | 2 - 2 | CF Barcelona           | Granada (Andalusia)                |  |
| Quarts de final - anada | Sosa 43' · Luquin 65' |       | César 42' · Basora 63' | Estadio de los Carmenes · Asensi · |  |

| 8 maig 1949               | CF Barcelona                     | 5 - 0 | Granada CF | Barcelona           |  |
| Quarts de final - tornada | Basora · Marcos Aurelio · Seguer |       |            | Camp de les Corts · |  |

| 15 maig 1949      | València CF             | 3 - 1 | CF Barcelona | València             |  |
| Semifinal - anada | Mundo 25' · Epi 38' 66' |       | Basora 19'   | Estadi de Mestalla · |  |

| 22 maig 1949        | CF Barcelona               | 3 - 2 | València CF          | Barcelona           |  |
| Semifinal - tornada | Basora 37' 49' · César 44' |       | Seguí 48' · Igoa 72' | Camp de les Corts · |  |

| 29 maig 1949 | CF Barcelona                    | 3 - 1 | RCD Espanyol | Barcelona                                |  |
| Consolació   | Serratusell 27' · Canal 42' 61' |       | Calvo 45'    | Camp de les Corts · Álvarez Santuliano · |  |

| Copa Llatina |

| 26 juny 1949 | CF Barcelona                     | 5 - 0 | Stade de Reims | Barcelona           |  |
| Semifinals   | César · Seguer · Nicolau · Canal |       |                | Camp de les Corts · |  |

| 3 juliol 1949 | CF Barcelona            | 2 - 1 | Sporting Clube de Portugal | Madrid                                                        |  |
| Final         | Seguer 10' · Basora 49' |       | Correira 26'               | Estadi Nuevo Chamartín · 40.000 espectadors · Sdez (França) · |  |